# Falso amigo

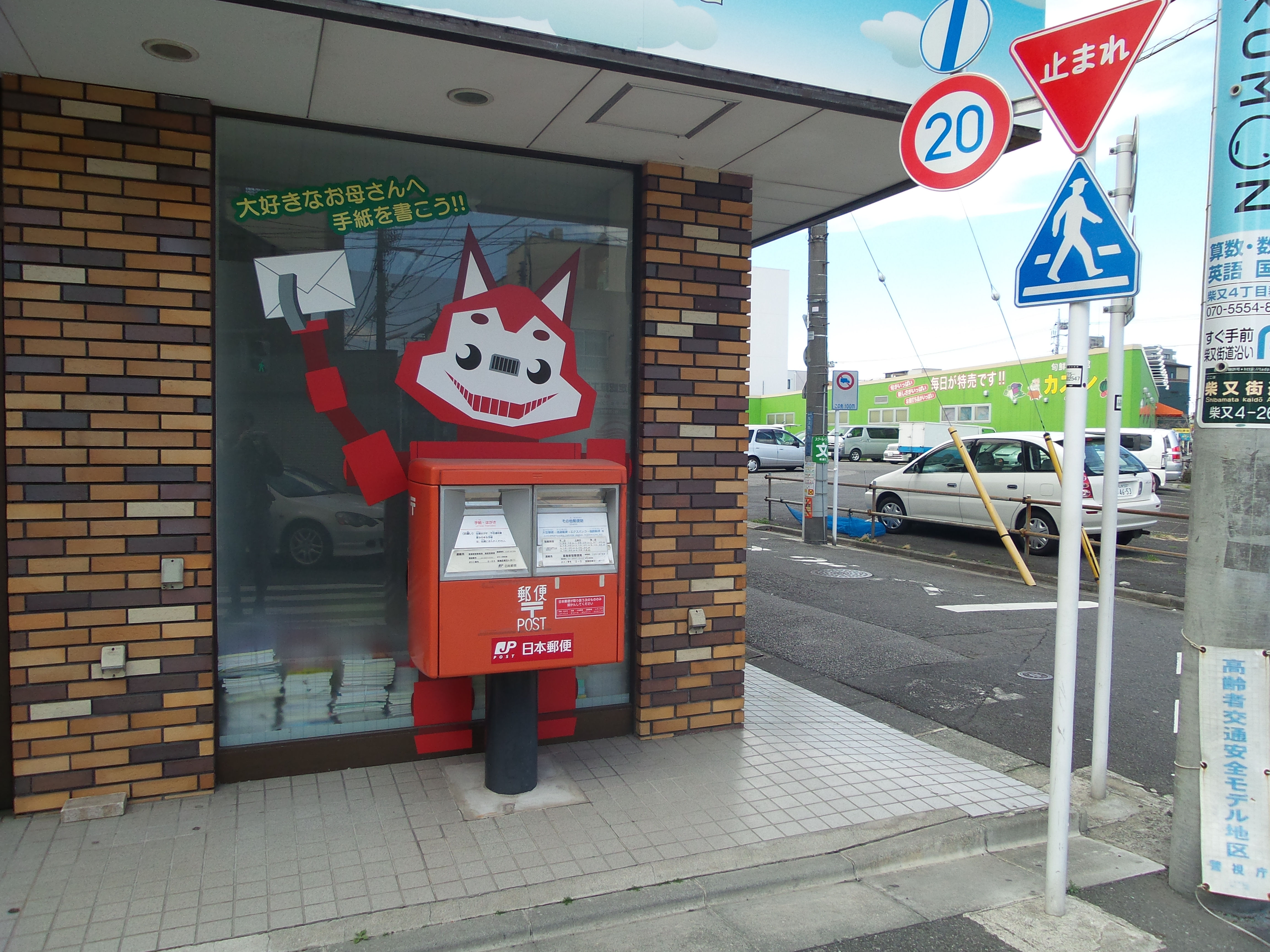
Este anuncio japonés les dice a los visitantes que envíen una 手紙 (carta) a su madre. Los mismos caracteres significan "papel higiénico" en chino.

Un falso amigo es una palabra de otro idioma que se parece, en la escritura o en la pronunciación, a una palabra de la lengua materna del hablante, pero que tiene un significado diferente. En el ámbito de la significación, a un falso amigo también se le dice heterosemántico. El propio término «falso amigo» es un calco semántico del francés faux-ami, y fue usado por primera vez por Koessler y Derocquigny en su libro Les faux-amis ou les trahisons du vocabulaire anglais (‘Los falsos amigos o las traiciones del vocabulario inglés’) de 1928. 
Normalmente, los falsos amigos son cognados, y excepcionalmente pueden ser falsos cognados.
Muchos falsos amigos se deben a una etimología común que ha derivado en significados distintos en cada lengua. Los estudiantes de idiomas suelen ser víctimas de las confusiones que producen los llamados falsos amigos.

## Ejemplos
Ejemplos típicos son exit en inglés, que significa ‘salida’, y no ‘éxito’, o actual, también en inglés, que significa ‘real’, y no ‘actual’; subir, en francés y subire, en italiano, que significan ‘sufrir’, y no ‘subir’, o nombre, también en francés, que significa 'número', y no 'nombre'; guardare, en italiano, que significa ‘mirar’, y no ‘guardar’, o aceto, también en italiano, que significa ‘vinagre‘, y no ‘aceite’; vassoura/vasoira, en portugués y gallego, que significa ‘escoba’, y no ‘basura’; 'cama' en idioma catalán que significa 'pierna' y no 'cama'; Mantel/mantel en alemán y neerlandés que significa 'abrigo'. Uno de los falsos amigos más frecuentes son las palabras letter, en inglés, que significa ‘letra’, pero también ‘carta’, library que significa ‘biblioteca’, pero no ‘librería’. También command que significa ‘orden o instrucción’, pero no ‘comando’ (militar).  

## Implicaciones
Tanto los falsos amigos como los falsos cognados pueden suponer una dificultad para estudiantes de idiomas extranjeros, particularmente cuando son idiomas relacionados con su lengua materna, dado que los estudiantes son propicios a relacionar ambas palabras debido a una interferencia lingüística. Por esta razón, los profesores comúnmente hacen listas de falsos amigos recurrentes para ayudar en cierta medida a sus alumnos.